# Bahnhof Kawaguchi
Der Bahnhof Kawaguchi (jap. 川口駅, Kawaguchi-eki) ist ein Bahnhof auf der japanischen Insel Honshū. Er wird von der Bahngesellschaft JR East und befindet sich in der Präfektur Saitama auf dem Gebiet der Stadt Kawaguchi, nahe der Grenze zu Tokio.

## Verbindungen
Kawaguchi ist ein Zwischenbahnhof an der Keihin-Tōhoku-Linie. Sie führt von Ōmiya über Urawa, Akabane und Tokio nach Yokohama sowie daran anschließend auf der Negishi-Linie nach Ōfuna. Tagsüber fahren die Züge alle fünf Minuten, während der Hauptverkehrszeit alle drei bis vier Minuten. Somit werden jede Stunde zwischen 12 und 20 Züge angeboten.
Der Bahnhof ist ein bedeutender Knotenpunkt des lokalen und regionalen Busverkehrs. Auf dem östlichen Bahnhofsvorplatz befindet sich ein Busterminal mit 15 Haltestellen. Diese werden von mehr als dreißig Buslinien der Gesellschaften Iwate-Ken Kōtsū, Keihin Kyūkō Bus, Kokusai Kyōgyō Bus, Tōbu Bus Central und Kominato Tetsudō bedient. Weitere vier Haltestellen befinden sich auf dem westlichen Bahnhofsvorplatz. Von hier aus verkehren fünf Buslinien des städtischen Verkehrsbetriebs sowie der Werksbus eines örtlichen Industriebetriebs.

## Anlage
Der Bahnhof steht an der Grenze zwischen den Stadtteilen Sakaechō im Osten und Kawaguchi im Westen. Die Anlage ist von Süden nach Nordwesten ausgerichtet und befindet sich somit in Kurvenlage. Sie umfasst sechs Gleise, wobei die zwei am östlichsten gelegenen den hier haltenden Nahverkehrszügen dienen und an einem überdachten Mittelbahnsteig liegen. In der Mitte des Bahnsteigs erfolgt der Zugang mittels Treppen, Rolltreppen und Aufzügen. Sie führen hinauf zur Verteilerebene des Empfangsgebäudes, das sich in Form eines Reiterbahnhofs über den Nahverkehrsgleisen spannt. Auf den vier übrigen Gleisen an der Westseite, die von einer gedeckten Brücke überquert werden, fahren die Züge der Utsunomiya-Linie und der Takasaki-Linie sowie Güterzüge ohne Halt durch. Etwas nördlich davon überquert eine Straßenbrücke das Gelände, jedoch ohne Zugang zum Bahnsteig.
Im Fiskaljahr 2019 nutzten durchschnittlich 84.197 Fahrgäste täglich den Bahnhof.

## Bilder

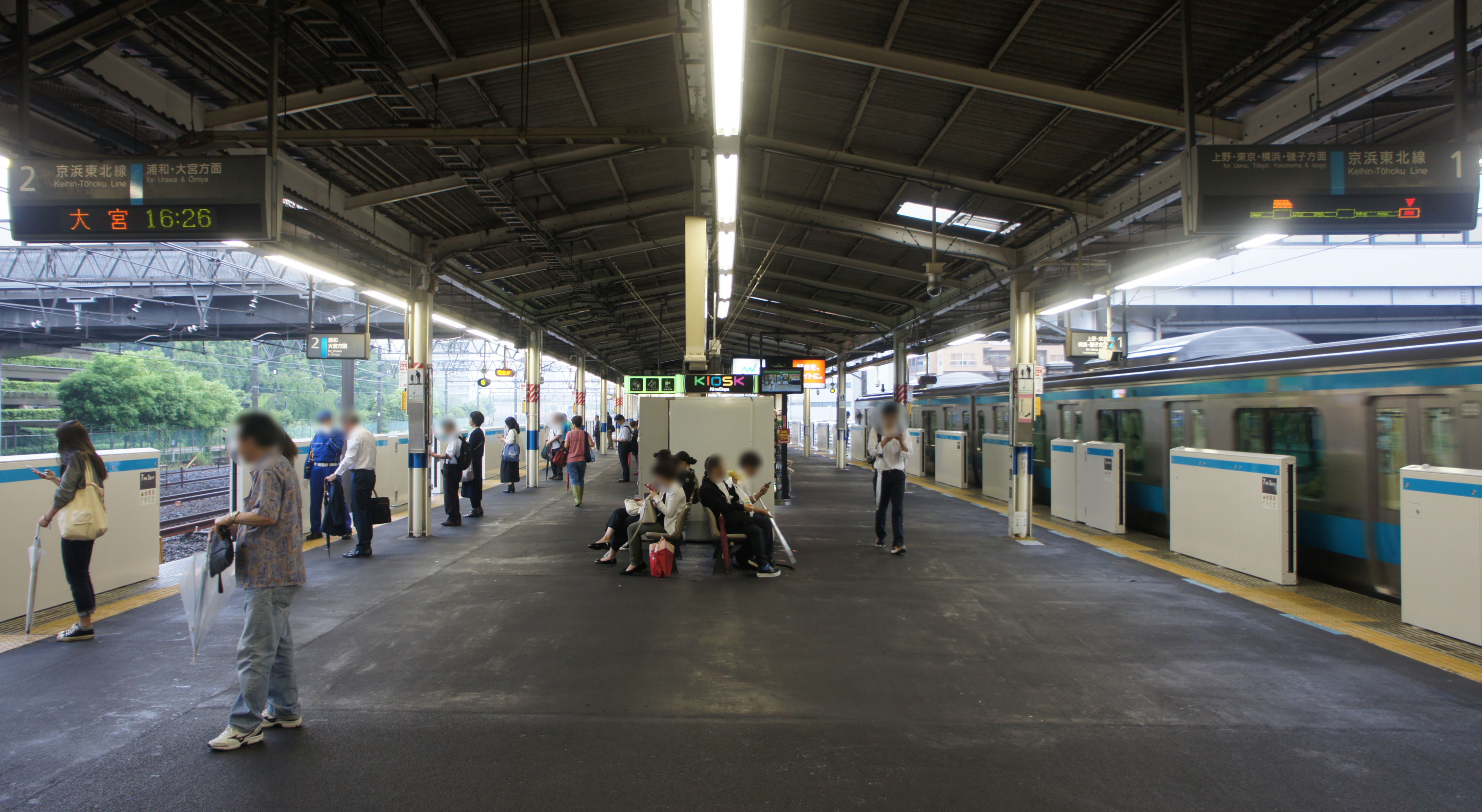
Ansicht des Bahnsteigs
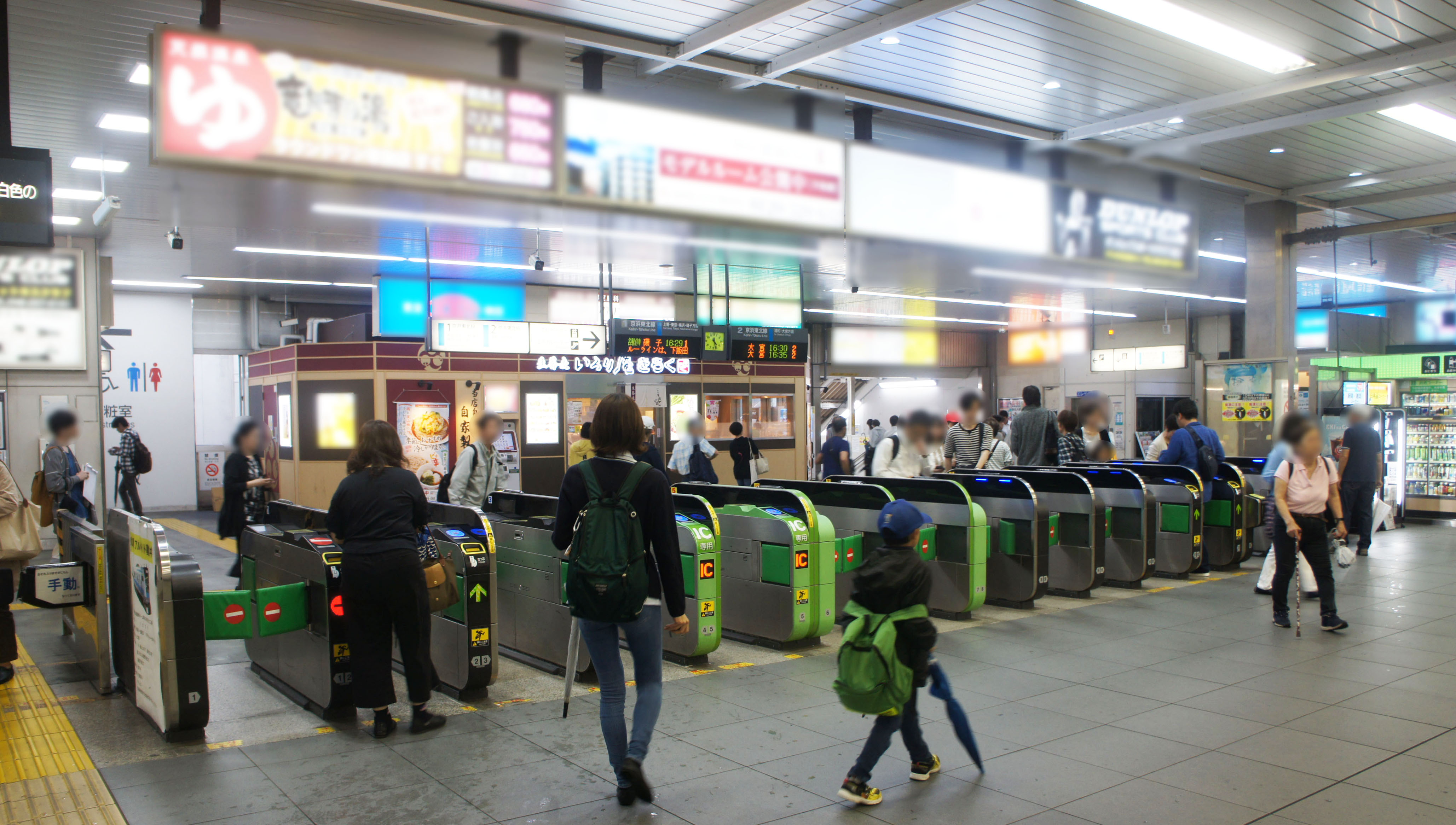
Bahnsteigsperren
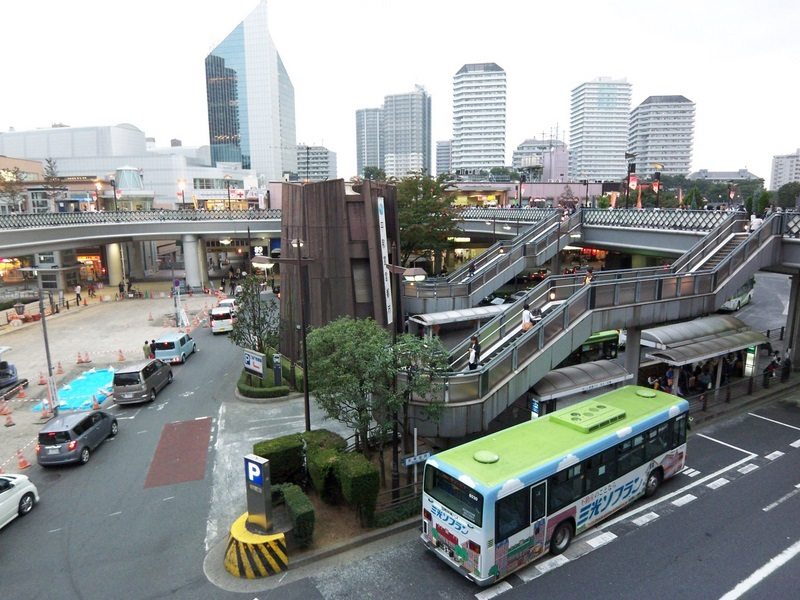
Östlicher Bahnhofsvorplatz
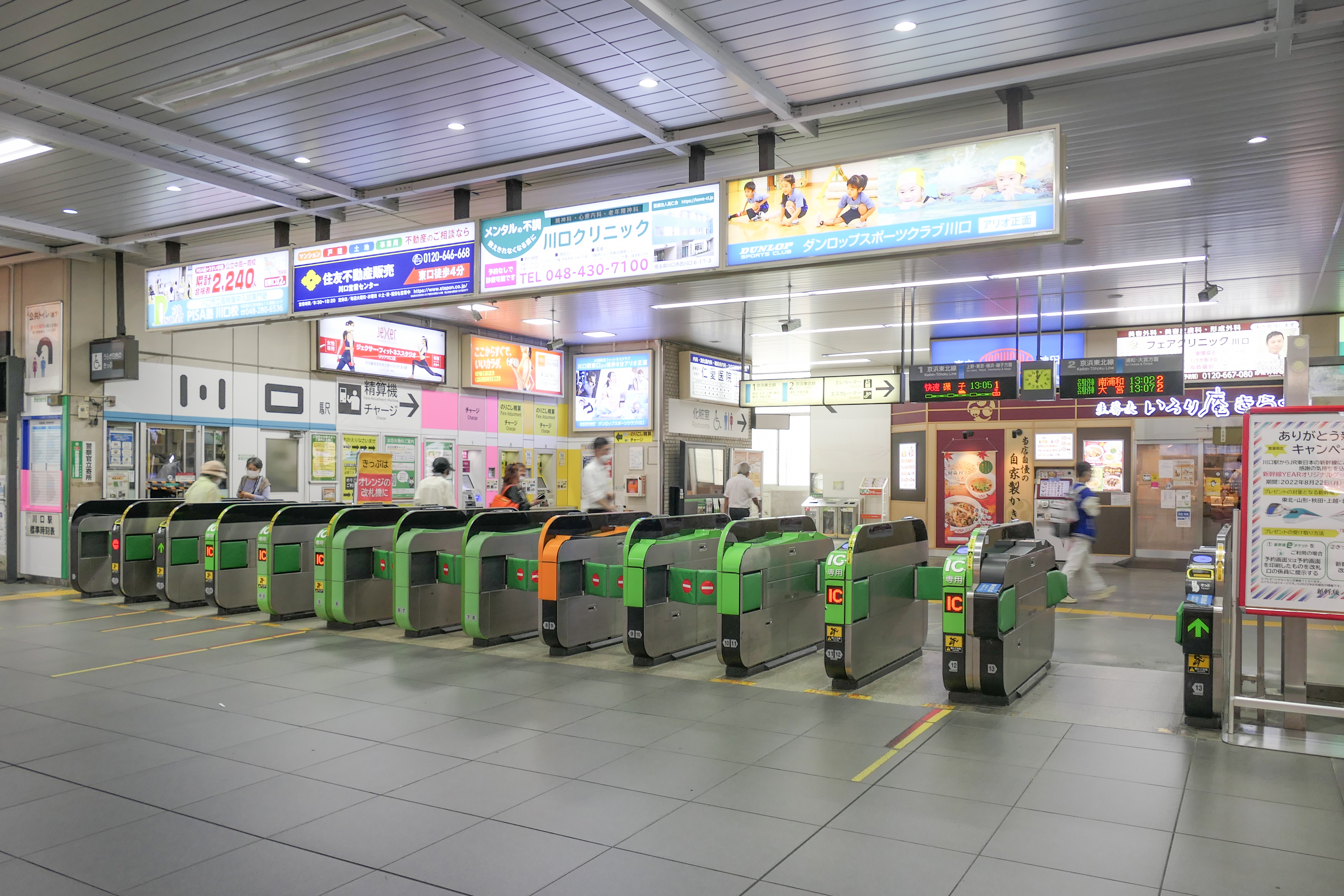
Ticketschalter (September 2022)

## Gleise
| 1 | ▉ Keihin-Tōhoku-Linie | Akabane • Ueno • Tokio • Shinagawa • Kawasaki • Yokohama |
| 2 | ▉ Keihin-Tōhoku-Linie | Urawa • Ōmiya                                            |

## Linien
| Verlauf der Keihin-Tōhoku-Linie / Negishi-Linie |
| --- |
| Ōmiya • Saitama-Shintoshin • Yono • Kita-Urawa • Urawa • Minami-Urawa • Warabi • Nishi-Kawaguchi • Kawaguchi • Akabane • Higashi-Jūjō • Ōji • Kami-Nakazato • Tabata • Nishi-Nippori • Nippori • Uguisudani • Ueno • Okachimachi • Akihabara • Kanda • Tokyo • Yūrakuchō • Shimbashi • Hamamatsuchō • Tamachi • Takanawa Gateway • Shinagawa • Ōimachi • Ōmori • Kamata • Kawasaki • Tsurumi • Shin-Koyasu • Higashi-Kanagawa • Yokohama • Sakuragichō • Kannai • Ishikawachō • Yamate • Negishi • Isogo • Shin-Sugita • Yōkōdai • Kōnandai • Hongōdai • Ōfuna |

## Geschichte
Die Nippon Tetsudō, Japans erste private Bahngesellschaft, eröffnete zwar im Jahr 1883 den ersten Abschnitt der später so bezeichneten Tōhoku-Hauptlinie, doch die Züge fuhren hier fast drei Jahrzehnte lang ohne Halt durch. Dies änderte sich erst nach der Verstaatlichung, als das Eisenbahnamt (das spätere Eisenbahnministerium) am 10. September 1910 den Bahnhof Kawaguchichō (川口町) eröffnete. Am 1. September 1932 erfolgte die Elektrifizierung der Tōhoku-Hauptlinie über Akabane hinaus, sodass der elektrische Vorortsverkehr der Keihin-Tōhoku-Linie bis nach Ōmiya ausgedehnt werden konnte. Seit dem 15. Februar 1934 trägt der Bahnhof den Namen Kawaguchi.
Am 28. Februar 1942 ereignete sich ein schwerer Unfall, als ein nach Ōmiya fahrender Zug mit einem aus Nagano kommenden Zug, der im Bahnhof angehalten hatte, zusammenstieß. Das Unglück forderte sechs Tote und elf Schwerverletzte. Aus Rationalisierungsgründen stellte die Japanische Staatsbahn am 1. November 1986 sowohl den Güterumschlag als auch die Gepäckaufgabe ein. Im Rahmen der Staatsbahnprivatisierung ging der Bahnhof am 1. April 1987 in den Besitz der neuen Gesellschaft JR East über. Im Juni 2019 wurde er mit Bahnsteigtüren ausgestattet.